# Descartes, Indre-et-Loire
Descartes är en stad och kommun i departementet Indre-et-Loire i regionen Centre-Val de Loire i de centrala delarna av Frankrike. År 2022 hade Descartes 3 289 invånare.
Staden kallades ursprungligen La Haye en Touraine och var filosofen och naturforskaren René Descartes (1596-1650) födelseort. 1802 bytte staden namn till La Haye Descartes, till hans ära, och 1967, efter att ha blivit sammanslagen med Balesmes, till enbart Descartes.

## Befolkningsutveckling
Antalet invånare i kommunen Descartes
Referens:INSEE